# Ehekrieg
Ehekrieg ist eine US-amerikanische Liebeskomödie aus dem Jahr 1949. Regie führte George Cukor.

## Handlung
Doris Attinger versucht, ihren treulosen Ehemann Warren, der sie mit Beryl Caighn betrügt, in hysterischem Zustand zu erschießen. Das Ehepaar Bonner erfährt davon am nächsten Morgen aus der Zeitung. Adam Bonner ist Staatsanwalt und seine Ehefrau Amanda Strafverteidigerin. Sogleich entspinnt sich über diese Geschichte ein Ehestreit, da Amanda davon überzeugt ist, dass einer betrogenen Ehefrau nach einer solchen Tat nicht die gleiche Gerechtigkeit widerfährt wie einem Mann in vergleichbarer Situation. Adam muss am gleichen Tag erfahren, dass er als Staatsanwalt ausersehen ist, um diesen Fall vor Gericht zu bringen, und er sieht sogleich Eheprobleme auf sich zukommen. Währenddessen bemüht sich seine Frau Amanda um das Mandat.
Der eheliche Streit über die Emanzipation der Frau wird fortan vor Gericht ausgetragen. Amanda kämpft vor Gericht nicht nur um die Freiheit ihrer Mandantin, sondern für Gleichberechtigung der Frau an sich. Darüber droht ihre Ehe zerstört zu werden. Auf dem Höhepunkt des Gerichtsverfahrens macht sie die Gerichtsbarkeit an sich lächerlich und damit auch ihren Ehemann Adam, der das Recht in den Schmutz gezogen sieht. Er verlässt Amanda, die nun nur mehr bei Gerichtsterminen ihren Mann trifft. Zum Schluss gewinnt Amanda das Verfahren, scheint aber ihre Ehe verloren zu haben. Erst bei einem Treffen mit dem Steuerberater erkennen beide, dass ihre Beziehung und das, was sie im Leben aufgebaut haben, wichtiger ist als der politische Streit, und finden wieder zueinander.

## Hintergrund
Ehekrieg gehört zu den späten Klassikern der Screwball-Komödie und neben Die Frau, von der man spricht zu den beliebtesten Komödien des Paares Tracy/Hepburn, das auch im wirklichen Leben eine jahrzehntelange Liebesbeziehung hatte. Geschrieben wurde das Drehbuch von dem Ehepaar Garson Kanin und Ruth Gordon – letztere wurde später als Schauspielerin weltberühmt durch Roman Polańskis Film Rosemaries Baby, für den sie einen Oscar erhielt, sowie durch ihre Hauptrolle in Harold und Maude. Für den Theaterstar Judy Hollyday war die Rolle der Doris Attinger ihr Filmdebüt, auch die anderen wichtigen Nebendarsteller Tom Ewell und David Wayne standen noch am Anfang ihrer Filmkarriere und konnten erstmals auf sich aufmerksam machen. Judy Hollyday sollte in den folgenden Jahren als Hauptdarstellerin noch mehrere Komödien unter Regie von George Cukor drehen, die ebenfalls von Kanin und Gordon geschrieben wurden.
Dem Film liegt ein reales Vorbild zugrunde, das einige Jahre zuvor durch die Klatschpresse gegangen war: die Scheidung der Schauspieler Raymond Massey und Adrianne Allen, die vor Gericht jeweils von einem Teil des Anwalts-Ehepaares William und Dorothy Whitney vertreten wurden. Im Gegensatz zu dem versöhnlichen Ende von Ehekrieg hielt die Ehe der Whitneys den Prozess nicht aus. Kurioserweise heiratete Dorothy Whitney danach Raymond Massey, während William Whitney Adrianne Allen ehelichte. Die beiden danach neu geschlossenen Ehen hielten jeweils bis zum Tod.
Der legendäre Songwriter Cole Porter schrieb das Lied Bye, Bye Amanda für den Film seines guten Freundes George Cukor. Ursprünglich hatte Porter das Lied auf einer Kreuzfahrt geschrieben und Bye, Bye Samoa geheißen. Das Lied erhielt einigen Spott in der Presse und das Time-Magazin fragte sich etwa, ob Porter den Song beim Warten auf den Bus geschrieben habe. Das Lied wurde nie wieder zwischen den Freunden Porter und Cukor erwähnt.

## Kritik
Bei dem amerikanischen Kritikerportal Rotten Tomatoes fallen bei 28 Rezensionen des Films insgesamt 96 % der Kritiken positiv aus. Der Kritikerkonsens urteilt, das Drehbuch sei „schlagfertig und anspruchsvoll“, während Regisseur George Cukor und die Stars Spencer Tracy und Katharine Hepburn are „alle in Top-Form in dem Komödienklassiker Adam's Rib“ seien.
Nach Ansicht vieler Kritiker war der Film in seinem Blick auf Männer und Frauen seiner Zeit voraus, weshalb er in der feministischen Filmwissenschaft ausführlich besprochen wurde. Nach Ansicht der Kritikerin Molly Haskell verhandele der Film die Frage, inwieweit es typisch männliche und typisch weibliche Eigenschaften gebe und ob man diese „wie Spielkarten“ wechseln könnte.
„Ein intelligentes Plädoyer für Gleichberechtigung“, urteilte das Lexikon des internationalen Films.

## Auszeichnungen
Ruth Gordon und Garson Kanin erhielten 1950 eine Oscar-Nominierung für ihr Drehbuch.
1992 wurde Ehekrieg in das Verzeichnis der National Film Registry aufgenommen.

## Deutsche Fassung
Die deutsche Synchronfassung entstand 1952 bei der MGM (MGM Synchronisations-Atelier) in Berlin.
| Rolle                   | Darsteller         | Synchronsprecher   |
| ----------------------- | ------------------ | ------------------ |
| Adam Bonner             | Spencer Tracy      | O. E. Hasse        |
| Amanda Bonner           | Katharine Hepburn  | Ingeborg Grunewald |
| Warren Francis Attinger | Tom Ewell          | Carl Raddatz       |
| Kip Lurie               | David Wayne        | Erich Fiedler      |
| Beryl Caighn            | Jean Hagen         | Gisela Trowe       |
| Jules Frikke            | Emerson Treacy     | Friedrich Joloff   |
| Dr. Margareth Brodeigh  | Elizabeth Flournoy | Tilly Lauenstein   |
| Richter Marcasson       | Will Wright        | Herbert Weißbach   |
| Gerichts-Stenograf      | Marvin Kaplan      | Wolfgang Kieling   |